# Án lệ 21/2018/AL
Án lệ 21/2018/AL về lỗi và thiệt hại trong trường hợp đơn phương chấm dứt hợp đồng cho thuê tài sản là án lệ công bố thứ 21 thuộc lĩnh vực kinh doanh thương mại của Tòa án nhân dân tối cao tại Việt Nam, được Hội đồng Thẩm phán Tòa án nhân dân tối cao thông qua, Chánh án Tối cao Nguyễn Hòa Bình ra quyết định công bố ngày 6 tháng 11 năm 2018, và có hiệu lực cho tòa án các cấp trong cả nước nghiên cứu, áp dụng trong xét xử từ ngày 3 tháng 12 năm 2018. Án lệ 21 dựa trên nguồn là Quyết định giám đốc thẩm số 08 ngày 20 tháng 5 năm 2016 của Hội đồng Thẩm phán Tòa án nhân dân tối cao về vụ án kinh doanh, thương mại tranh chấp hợp đồng cho thuê tài sản tại tỉnh Quảng Ninh, nội dung xoay quanh điều kiện chấm dứt hợp đồng; chấm dứt hợp đồng trước thời hạn; bồi thường thiệt hại; thiệt hại thực tế; và lỗi.
Trong vụ việc, nguyên đơn là Công ty trách nhiệm hữu hạn D và bị đơn là Công ty cổ phần C, đều kinh doanh lĩnh vực liên quan đến vận tải đường biển ở tỉnh Quảng Ninh, xoay quanh hải cảng vịnh Bắc Bộ. Hai bên ký kết hợp đồng cho thuê tài sản là đầu máy lái, kéo, dắt tàu biển ra vào cảng biển trong thời gian nhất định. Trong quá trình thực hiện hợp đồng, bị đơn đã kết thúc sớm thời hiệu, đơn phương chấm dứt hợp đồng, dẫn tới không thương lượng thành công và nguyên đơn yêu cầu thanh toán chi phí phần còn lại của hợp đồng mặc dù đó là thời gian mà bị đơn không sử dụng thiết bị. Vụ án cùng được chọn làm nguồn án lệ để xem xét về lỗi và thiệt hại trong trường hợp đơn phương chấm dứt hợp đồng cho thuê tài sản.

## Tóm lược vụ án
Năm 2006, Công ty trách nhiệm hữu hạn D (gọi tắt: Công ty D) kinh doanh lĩnh vực cho thuê đầu máy lái và kéo, dắt, dẫn tàu biển, là bên cho thuê hàng hóa, đã ký kết hợp đồng cho thuê đầu máy vỏ sắt sử dụng dầu diesel, loại kéo đẩy công suất 135 CV đối với bên thuê là Công ty cổ phần C (về sau là Tổng công ty cổ phần Indevco, gọi tắt: Indevco). Hợp đồng được ký kết có thỏa thuận về thời hạn cho thuê, cách thức vận hành, thanh toán. Trong quá trình thực hiện hợp đồng, Indevco thanh toán một phần chi phí và đột ngột đơn phương chấm dứt thuê thiết bị, kết thúc hợp đồng trong thời hạn.
Mâu thuẫn xảy ra tập trung vào việc yêu cầu thanh toán tiền thuê tài sản trong thời gian còn lại của hợp đồng; nhưng không thể giải quyết sau nhiều lần thương lượng. Từ đây, nguyên đơn Công ty D đã đệ đơn khởi kiện bị đơn Indevco lên Tòa án nhân dân tỉnh Quảng Ninh về khoản tiền thỏa thuận này.

## Xét xử các giai đoạn

### Trình bày của các bên

#### Nguyên đơn
Ngày 18 tháng 3 năm 2007, Công ty D đã đệ đơn khởi kiện Indevco. Tòa án nhân dân tỉnh Quảng Ninh đã thụ lý vụ án và giải quyết tranh chấp. Tại đơn khởi kiện và các lời khai tiếp theo, Công ty D trình bày rằng: ngày 10 tháng 4 năm 2006, nguyên đơn đã ký hợp đồng về việc thuê đầu máy lai, dắt với Indevco. Theo hợp đồng, nguyên đơn cho bị đơn thuê hai đầu máy vỏ thép loại kéo và đẩy công suất 135 CV, biển kiểm soát số NB2010 và NB2172; đồng thời, nhận lai dắt, đẩy kéo tàu của bị đơn ra vào cảng lấy hàng tại Cảng 10/10 (Cẩm Phả) và cảng Khe Dây Quảng Ninh; đơn giá thuê bao gồm cả thuế giá trị gia tăng là 50 triệu đồng/tháng cho một đầu máy; chi phí toàn bộ nhiên liệu cho đầu máy nguyên đơn trả cho bị đơn theo định mức là 17 lít dầu dầu diesel mỗi giờ nổ máy trên mỗi máy công suất 135 CV và 0,23 lít dầu nhờn bôi trơn mỗi giờ với mỗi máy công suất, bên cạnh đó, giá nhiên liệu sẽ được hai bên tính tại thời điểm thanh toán và các khoản phát sinh hai đầu bến, nếu có. Nguyên đơn có trách nhiệm bố trí nhân lực, chức danh trên phương tiện gồm ba người là thuyền trưởng, máy trưởng, và thủy thủ; phải chi trả toàn bộ tiền lương cho công nhân trên phương tiện. Hợp đồng có hiệu lực từ ngày ký đến hết ngày 31 tháng 12 năm 2006.
Ngày 17 tháng 8 năm 2006, Indecvo gửi công văn đề nghị chấm dứt và thanh lý hợp đồng trước thời hạn từ ngày 20 tháng 8. Ngày 18 tháng 8, nguyên đơn đã gửi công văn trả lời, đề nghị Indevco thanh toán dứt điểm số tiền thuê hai đầu máy trong quý II năm 2006 (kèm theo biên bản đối chiếu thanh quyết toán ngày 13 tháng 7) và đề nghị rằng trong trường hợp Indevco không còn nhu cầu thuê thiêt bị kể từ ngày 20 tháng 8 nữa thì đề nghị thanh quyết toán tiền thuê hai đầu máy cho thời gian còn lại của hợp đồng từ ngày 1 tháng 8 đến 31 tháng 12 năm 2006.
Ngày 4 tháng 9, hai bên tiến hành lập biên bản quyết toán tiền thuê đầu máy; theo đó, hai bên cùng xác định tổng số tiền Indevco phải trả tính đến ngày 21 tháng 8 là 511.539.505 đồng. Ngày 16 tháng 1 năm 2007, Indecvo đã thanh toán cho Công ty D số tiền này. Sau đó, bởi nhiều lần thương lượng không thành, nguyên đơn khởi kiện yêu cầu Tòa án buộc bị đơn phải thanh toán số tiền 403 triệu đồng và tiền lãi do chậm thanh toán tính từ ngày 21 tháng 8 năm 2006 đến ngày 31 tháng 12 năm 2006 theo quy định của pháp luật. Tại phiên tòa sơ thẩm đại diện của nguyên đơn rút yêu cầu buộc thanh toán tiền lãi do chậm thanh toán.

#### Bị đơn
Trong vụ án, đại diện của bị đơn Indevco trình bày rằng: việc ký kết và thực hiện hợp đồng thuê tài sản với Công ty D như nguyên đơn trình bày. Đến ngày 17 tháng 8 năm 2006, do không còn nhu cầu sử dụng hai đầu máy đã thuê, bị đơn đã có công văn gửi nguyên đơn đề nghị chấm dứt hợp đồng trước thời hạn. Bị đơn đã thanh toán cho nguyên đơn 511.539.505 đồngll và không đồng ý thanh toán cho nguyên đơn khoản 403 triệu đồng vì không đúng thực tế, yêu cầu nguyên đơn tính toán lại. Indevco chỉ chấp nhận hỗ trợ 50% tổng số kê khai nhưng phải đúng và phù hợp.

### Phán quyết

#### Sơ thẩm
Ngày 18 tháng 1 năm 2012, tại trụ sở Khu đô thị Cao Xanh – Hà Khánh B, phường Cao Xanh, thành phố Hạ Long, tỉnh Quảng Ninh, sau gần năm năm thụ lý vụ án, phiên tòa sơ thẩm được tổ chức. Tòa án nhân dân tỉnh Quảng Ninh đã quyết định quyết định: không chấp nhận yêu cầu của nguyên đơn về việc đòi bị đơn phải thanh toán giá trị còn lại của hợp đồng thuê tài sản năm 2006 về số tiền là 303 triệu đồng và tiền lãi chậm trả là 157,260 triệu đồng; tức bị đơn thắng kiện. Ngoài ra, Tòa án cấp sơ thẩm còn quyết định về án phí và quyền kháng cáo của các đương sự theo quy định của pháp luật.

#### Phúc thẩm
Sau phán quyết sơ thẩm, nguyên đơn không đồng ý vì thua kiện, nên ngày 10 tháng 2 năm 2012, nguyên đơn có đơn kháng cáo bản án sơ thẩm, dấu bưu điện nơi gửi là ngày 25 tháng 2 năm 2012. Ngày 17 tháng 5 năm 2012,  tại trụ sở ở ngõ 2 phố Tôn Thất thuyết, phường Yên Hoà, quận Cầu Giấy, Hà Nội, Tòa Phúc thẩm Tòa án nhân dân tối cao tại Hà Nội ra quyết định không chấp nhận kháng cáo của nguyên đơn, với lý do là kháng cáo quá thời hạn quy định.

### Kháng nghị
Tiếp tục không đồng ý quyết định của Tòa Phúc thẩm, ngày 7 tháng 6 năm 2012, nguyên đơn có đơn đề nghị xem xét lại theo thủ tục giám đốc thẩm đối với quyết định phúc thẩm nêu trên. Gần ba năm sau. ngày 4 tháng 5 năm 2015, Chánh án Tòa án nhân dân tối cao Trương Hòa Bình đề nghị Hội đồng Thẩm phán Tòa án nhân dân tối cao xét xử theo thủ tục giám đốc thẩm theo hướng hủy quyết định không chấp nhận việc kháng cáo quá hạn của Tòa Phúc thẩm Tòa án nhân dân tối cao tại Hà Nội và bản án kinh doanh, thương mại sơ thẩm của Tòa án nhân dân tỉnh Quảng Ninh; giao hồ sơ vụ án cho Tòa án nhân dân tỉnh Quảng Ninh xét xử lại theo đúng quy định của pháp luật.

## Giám đốc thẩm
Ngày 20 tháng 5 năm 2016, với yêu cầu kháng nghị của Chánh án Tối cao và sự nhất trí của Viện Kiểm sát, Hội đồng Thẩm phán tối cao đã mở phiên xét xử giám đốc thẩm tại trụ sở tòa ở số 48 đường Lý Thường Kiệt, quận Hoàn Kiếm, Hà Nội. Tại phiên tòa giám đốc thẩm, đại diện Viện kiểm sát nhân dân tối cao đề nghị Hội đồng Thẩm phán Tòa án nhân dân tối cao chấp nhận Kháng nghị của Chánh án nhân dân tối cao.

### Nhận định của tòa
Nhận định của Hội đồng Thẩm phán Tòa án nhân dân tối cao, Quyết định 08/2016/KDTM-GĐT.
Trong phiên giám đốc thẩm, Hội đồng Thẩm phán có những nhận định về vụ án. Trước khi khởi kiện, nguyên đơn đã có công văn không đề ngày, tháng, chỉ ghi năm 2006, yêu cầu bị đơn thanh toán tiền thuê hai đầu máy từ ngày 21 tháng 8 đến 31 tháng 12 năm 2006 với tổng số tiền là 250 triệu đồng. Bị đơn chỉ đồng ý hỗ trợ chi trả lương công nhân lái tàu, không đồng ý nên ngày 18 tháng 3 năm 2007, nguyên đơn khởi kiện yêu cầu bị đơn phải thanh toán số tiền 403 triệu đồng, là số tiền cho thuê hai đầu máy trong thời gian còn lại của hợp đồng. Như vậy, đây có thể xem như là khoản thiệt hại thực tế mà nguyên đơn yêu cầu bồi thường.
Khi Tòa án cấp sơ thẩm thụ lý để xét xử sơ thẩm lại, nguyên đơn yêu cầu đòi giá trị còn lại của hợp đồng từ ngày 21 tháng 8 đến ngày 31 tháng 12 năm 2006 là 403 triệu đồng và tiền lãi. Do bị đơn đã trả được 100 triệu đồng nên còn phải thanh toán tiếp 303 triệu đồng và tiền lãi chậm trả. Tòa án cấp sơ thẩm cho rằng yêu cầu này là không có căn cứ nên không chấp nhận vì cho đây là số tiền giá trị còn lại của hợp đồng chưa được thực hiện. Mặt khác, Tòa án cấp sơ thẩm còn nhận định do nguyên đơn có quyền yêu cầu bồi thường thiệt hại nhưng nguyên đơn không yêu cầu nên không xem xét yêu cầu của nguyên đơn là không đúng, ảnh hưởng đến quyền lợi hợp pháp của nguyên đơn.
Về đơn kháng cáo: theo biên bản phiên tòa sơ thẩm, đại diện nguyên đơn có mặt tại phiên tòa nên phải biết nội dung và quyết định của Tòa án. Ngày 10 tháng 2 năm 2012, nguyên đơn mới có đơn kháng cáo, dấu bưu điện nơi gửi là ngày 25 tháng 2 năm 2012, dấu công văn đến ngày 27 tháng 2 năm 2012 là đã quá hạn theo quy định. Tuy nhiên, nguyên đơn cho rằng lý do kháng cáo quá hạn là do đại diện công ty không nghe rõ chủ tọa tuyên án là không có căn cứ theo quy định. Do đó, Tòa án cấp phúc thẩm không chấp nhận kháng cáo quá hạn là đúng.
Mặc dù quyết định không chấp nhận việc kháng cáo quá hạn của Tòa án cấp phúc thẩm là có căn cứ, nhưng do bản án sơ thẩm có hiệu lực pháp luật theo quyết định này, nên cũng cần phải hủy cả quyết định không chấp nhận việc kháng cáo quá hạn nêu trên và bản án kinh doanh, thương mại sơ thẩm của Tòa án nhân dân tỉnh Quảng Ninh; giao hồ sơ vụ án cho Tòa án nhân dân tỉnh Quảng Ninh xét xử lại theo đúng quy định của pháp luật.

### Quyết định
Từ nhận định này, Hội đồng Thẩm phán Tòa án nhân dân tối cao ra quyết định: hủy quyết định không chấp nhận việc kháng cáo quá hạn của Tòa Phúc thẩm Tòa án nhân dân tối cao tại Hà Nội và bản án kinh doanh, thương mại sơ thẩm của Tòa án nhân dân tỉnh Quảng Ninh xét xử vụ án kinh doanh, thương mại tranh chấp hợp đồng cho thuê tài sản giữa nguyên đơn Công ty D với bị đơn Indevco. Giao hồ sơ vụ án cho Tòa án nhân dân tỉnh Quảng Ninh xét xử lại theo đúng quy định của pháp luật.